# يو إف سي على فوكس: غوستافسون ضد جونسون
يو إف سي على فوكس: غوستافسون ضد جونسون (بالإنجليزية: UFC on Fox: Gustafsson vs. Johnson)‏ هو حدث لفنون القتال المختلطة نظمته يو إف سي، أُقيم في 24 يناير 2015، على ملعب تيل2 أرينا في ستوكهولم، السويد.